# Catalina Ivánovna de Rusia (1915-2007)
Catalina Ivánovna de Rusia (ruso: Yekaterina Ivanovna Romanova, cirílico: Екатерина Ивановна Романова, 12 de julio de 1915-13 de marzo de 2007) fue una princesa de Rusia.
Nacida el 12 de julio de 1915 en el Palacio de Pavlovsk, era es la menor y la única hija del príncipe Iván Konstantínovich de Rusia y su esposa, la princesa Elena de Serbia.
El 15 de septiembre de 1937 se casó con Ruggero Farace, Μarqués de Farace di Villaforesta en Roma. Juntos tuvieron tres hijos:
- Noble Nicoleta (nacida en 1938), se casó con Alberto Grandland. Tuvieron 2 hijos.
- Noble Fiameta (nacida en 1940-), casada (1) con Victor Carlos Arselous. Tuvieron 2 hijos y (2) Nelson Zanelli. Tuvieron 1 hijo.
- Giovanni (nacido 1943-), se casó con María Claudia Tillier-Dembse. Tuvieron 2 hijos.

En 1945, después del final de la Segunda Guerra Mundial, Catalina se separó de su esposo (aunque nunca se divorciaron legalmente) y se mudó con sus hijos a América del Sur.
Murió el 13 de marzo de 2007 en Montevideo donde había residido en los últimos años a la edad de 91 años.

## Títulos
- 12 de julio de 1915 - 15 de septiembre de 1937: Su Alteza la Princesa Catalina Ivánovna de Rusia
- 15 de septiembre de 1937 - 13 de marzo de 2007: Catalina Ivánovna, Marquesa de Farace di Villaforesta

Honores
- Casa de Romanov: Dama Gran Cordón de la Orden Imperial de Santa Catalina[5]